# جاده ۲۲ (ایران)
این جاده در شمال ایران قرار دارد و ترکمنستان را از طریق مشهد به بنادر دریای مازندران متصل می‌کند. جاده شمالی مشهد - تهران هم نام دیگر این جاده می باشد که مشهد را به شهر های استان های خراسان شمالی، گلستان، مازندران، گیلان و اردبیل متصل می کند. امتداد این جاده شرقی-غربی است. محورهای گلبهار - مشهد و قائمشهر - ساری که در این جاده قرار دارند، جز شلوغ ترین جاده های کشور می باشد. بیشتر بخش‌های این جاده به‌صورت بزرگراه است و بخشی از آن هم از دل جنگل‌های گلستان عبور می‌کند.

## در محدوده شهرها

### سرخس
بخشی از این جاده به پایانه مرزی ترکمنستان متصل می شود.

### مشهد
بخشی از این جاده که از محدودهٔ شهر مشهد می‌گذرد، بلوار حر، بلوار سرخس، بزرگراه شهیدبابانظر، بزرگراه شهید چراغچی و بزرگراه آزادی نام دارد و تقاطع آن با آزادراه ۲ (ایران)، آزادراه کنارگذر شمالی مشهد، جاده ۴۴ و جاده ۹۷ نزدیک این محدوده است.

### چناران
بخشی از این جاده که از محدودهٔ شهر چناران می‌گذرد، کمربندی چناران نام دارد.

### قوچان
بخشی از این جاده که از محدودهٔ شهر قوچان می‌گذرد، بزرگراه امام رضا نام دارد و تقاطع آن با جاده ۸۷۵   نزدیک این محدوده است.

### فاروج
بخشی از این جاده که از محدودهٔ شهر فاروج می‌گذرد، بزرگراه آقانجفی نام دارد. در کنار این جاده در فاروج  مغازه های آجیل فروشی زیاد دیده می شود.

### شیروان
بخشی از این جاده که از محدودهٔ شهر شیروان می‌گذرد، کمربندی شیروان نام دارد.

### بجنورد
بخشی از این جاده که از محدودهٔ شهر بجنورد می‌گذرد، کمربندی بجنورد نام دارد و تقاطع آن با جاده ۸۷ نزدیک این محدوده است.

### گالیکش
بخشی از این جاده که از شهرستان سر سبز و گردشگری گالیکش عبور میکند.

### آزادشهر
بخشی از این جاده که از محدودهٔ شهر آزادشهر می‌گذرد، کمربندی آزادشهر نام دارد و تقاطع آن با جاده ۸۳  نزدیک این محدوده است.

### علی آباد کتول
بخشی از این جاده که از محدودهٔ شهر علی آباد کتول می‌گذرد، کمربندی علی آباد نام دارد.

### گرگان
بخشی از این جاده که از محدودهٔ شهر گرگان می‌گذرد، بزرگراه شهید کلانتری و بلوار خلیج گرگان نام دارد و تقاطع آن با جاده ۷۳ نزدیک این محدوده است.

### کردکوی
بخشی از این جاده که محدوده شهر کردکوی می گذرد،  بلوار رضا  نام دارد.این شهر از نظر گردشگری جنگل های انبوهی دارد و دسترسی به شهر بندر ترکمن و گمش تپه،از طریق این شهر ممکن میشود.

### بهشهر
بخشی از این جاده که از محدودهٔ شهر بهشهر می‌گذرد، کمربندی بهشهر نام دارد. که این شهر از نظر مناطق گردشگری عالی است

### ساری
بخشی از این جاده که از محدودهٔ شهر ساری می‌گذرد، بزرگراه شهید بهرامی و بلوار ولیعصر نام دارد و تقاطع آن با جاده ۸۱   نزدیک این محدوده است.

### قائمشهر
بخشی از این جاده که از محدودهٔ شهر قائمشهر می‌گذرد، بلوار سادات نیا (کمربندی قائمشهر) نام دارد و تقاطع آن با جاده ۷۹(جاده فیروزکوه) نزدیک این محدوده است.

### بابل
بخشی از این جاده که از محدودهٔ شهر بابل می‌گذرد، کمربندی بابل نام دارد.

### آمل
بخشی از این جاده که از محدودهٔ شهر آمل می‌گذرد، کمربندی آمل نام دارد و تقاطع آن با جاده ۷۷ (جاده هراز) نزدیک این محدوده است.

### نوشهر
بخشی از این جاده که از محدودهٔ شهر نوشهر می‌گذرد، کمربندی نوشهر نام دارد.

### چالوس
بخشی از این جاده که از محدودهٔ شهر چالوس می‌گذرد، کمربندی چالوس نام دارد و تقاطع آن با آزادراه ۳ و جاده ۵۹ (جاده چالوس) نزدیک این محدوده است.

### تنکابن
بخشی از این جاده که از محدودهٔ شهر تنکابن می‌گذرد، کمربندی تنکابن نام دارد.

### رامسر
بخشی از این جاده که از محدودهٔ شهر رامسر می‌گذرد، کمربندی رامسر نام دارد.

### لنگرود
بخشی از این جاده که از محدودهٔ شهر لنگرود می‌گذرد، کمربندی لنگرود نام دارد.

### لاهیجان
بخشی از این جاده که از محدودهٔ شهر لاهیجان می‌گذرد، بزرگراه توحید نام دارد.

### رشت
بخشی از این جاده که از محدودهٔ شهر رشت می‌گذرد، بلوار شهدا و بلوار طالقانی نام دارد و تقاطع آن با جاده ۴۹ (جاده قزوین) نزدیک این محدوده است.

### رضوانشهر
بخشی از این جاده که از محدودهٔ شهر رضوانشهر می‌گذرد، کمربندی رضوانشهر نام دارد و تقاطع آن با جاده ۴۹  نزدیک این محدوده است.

### خلخال
بخشی از این جاده که از محدودهٔ شهر خلخال می‌گذرد، بلوار ۱۷ شهریور نام دارد و تقاطع آن با جاده ۳۱ نزدیک این محدوده است.

## مسیر
| پارک ملی گلستان |

| پارک جنگلی دلند |

| پارک جنگلی قرق |

## نگارخانه ها

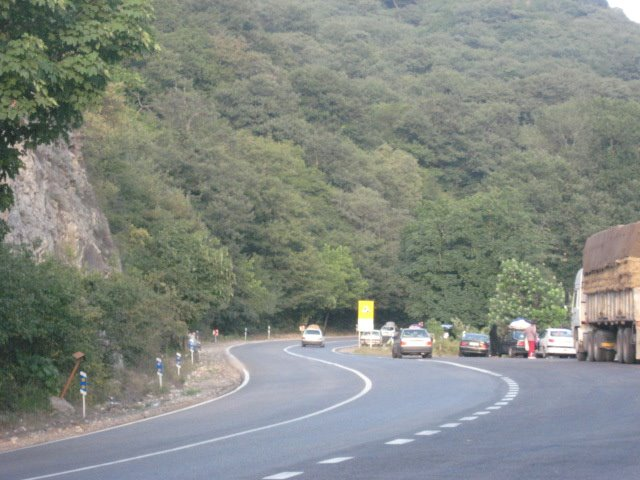
جنگل گلستان
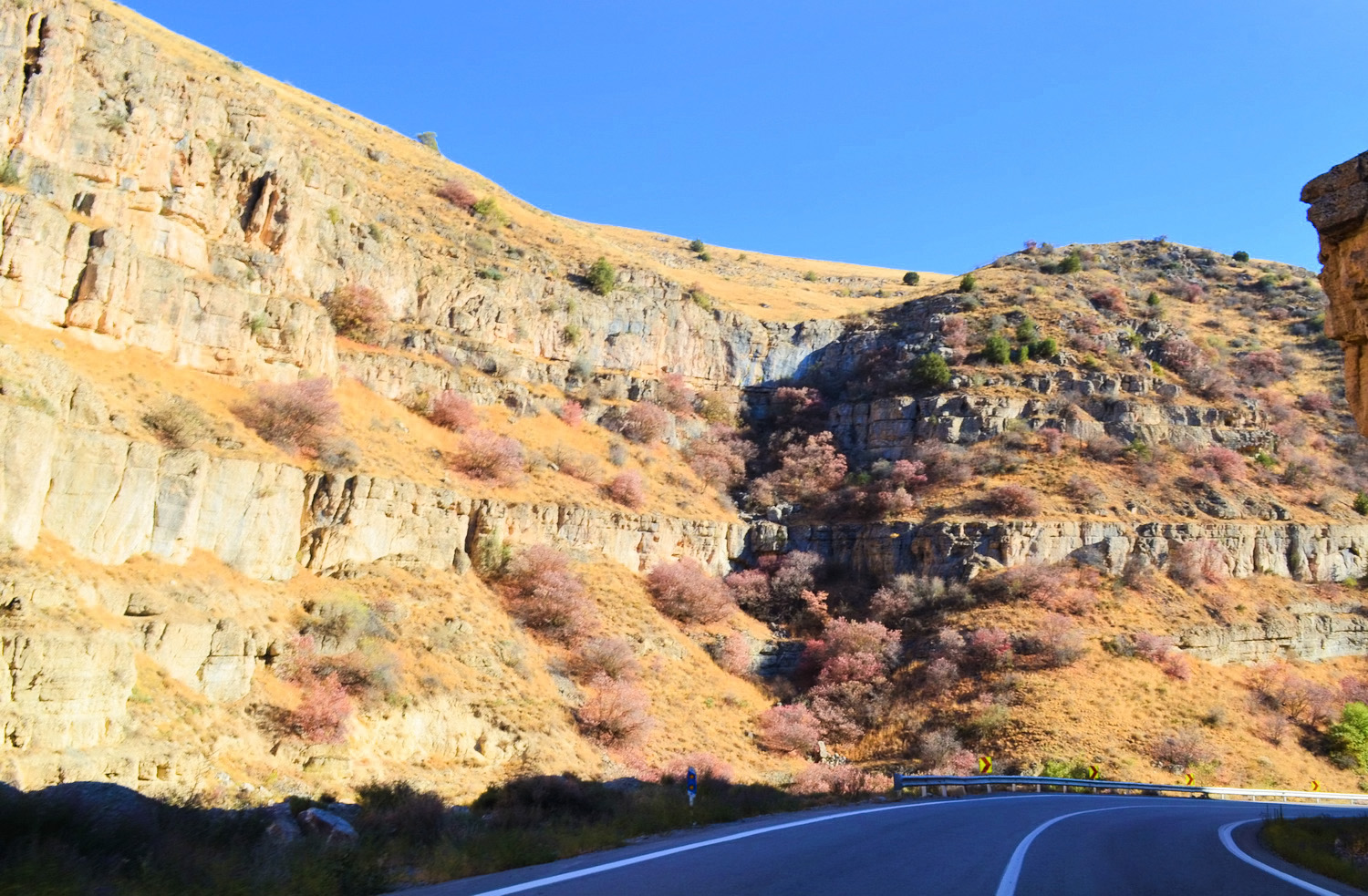
جاده بجنورد
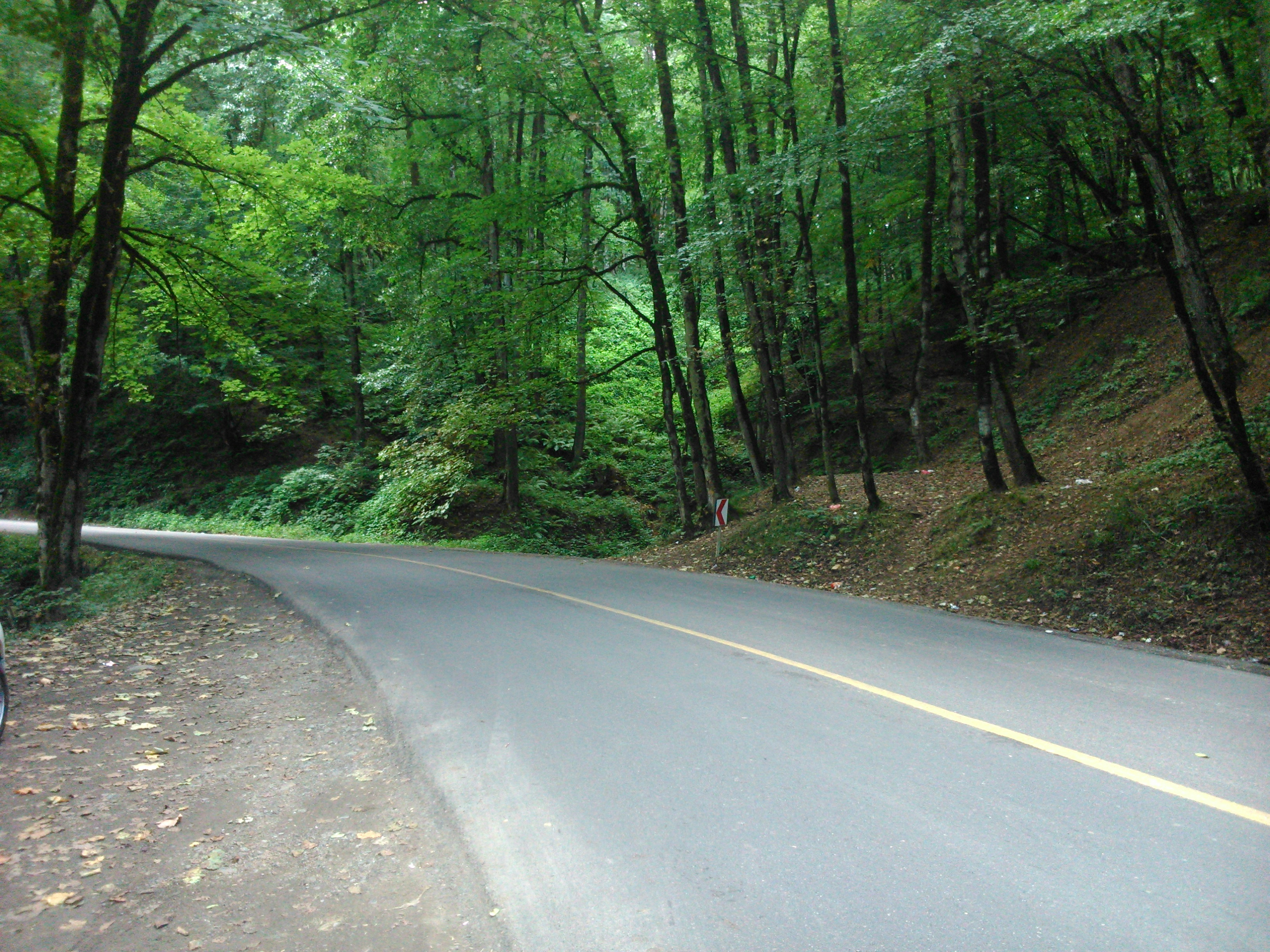
جاده اسالم به خلخال
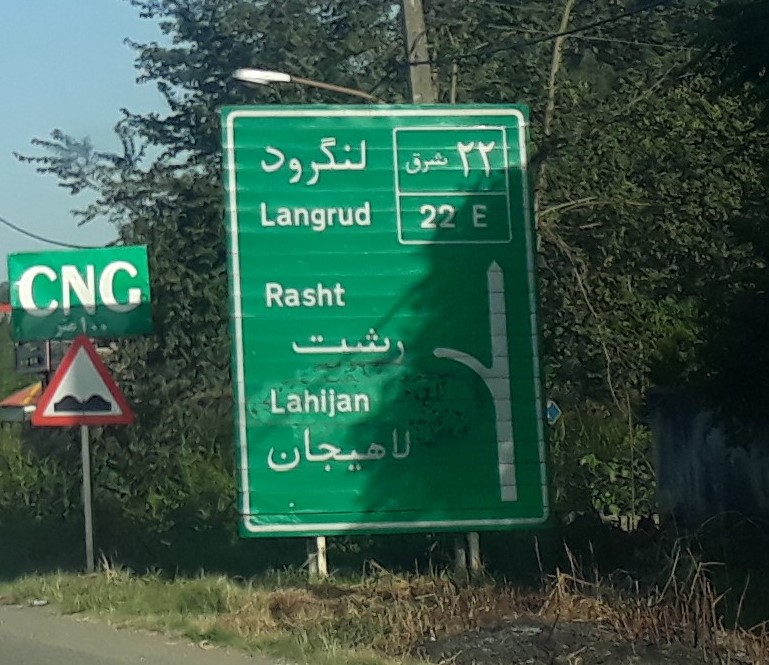
جاده۲۲ شرق لاهیجان- لنگرود